# Chloé
Chloé (pronunția franceză: [klɔe]) este o casă de modă franceză fondată în 1952 de către Gaby Aghion. Mai târziu, Aghion și-a unit forțele cu Jacques Lenoir, în 1953, pe care l-a lăsat în mod oficial să gestioneze partea de afaceri, permițându-i lui Aghion să se ocupe de creșterea creativă a Chloé. Sediul companiei se află în Paris, Franța. Casa este deținută de grupul de branduri de lux Richemont. Creațiile casei Chloé au fost purtate de multe celebrități, inclusiv Marion Cotillard, Sienna Miller, Madonna, January Jones, Maggie Gyllenhaal, Cameron Diaz, Emma Stone, Clémence Poésy și Katie Holmes.